# Kampfgruppe Auschwitz
Die kommunistisch und sozialistisch orientierte Kampfgruppe Auschwitz (KGA) – auch Internationale Widerstandsbewegung, -organisation oder -gruppe genannt – entstand im Mai 1943 hauptsächlich aus dem Zusammenschluss einer österreichischen Widerstandsgruppe und einer polnischen Gruppe des Lagerwiderstandes im Stammlager des KZ Auschwitz.

## Entstehung
Ende 1942 entstand im Stammlager des KZ Auschwitz neben anderen nach Nationalitäten aufgeteilten Widerstandsgruppen auch eine österreichische Gruppe. Diese durch Hermann Langbein, Ernst Burger, Rudolf Friemel und Ludwig Vesely initiierte Gruppe kooperierte zunächst hauptsächlich mit deutschen Häftlingen. Um die Widerstandsaktivitäten im KZ Auschwitz zu koordinieren bzw. zu stärken, wurden bereits seit Jahresende 1942 Möglichkeiten der Zusammenarbeit mit der zahlenmäßig im KZ Auschwitz größten Gruppe der Polen gesucht. Hermann Langbein und Ernst Burger von der österreichischen Gruppe sowie Józef Cyrankiewicz und Tadeusz Hołuj von einer linksgerichteten polnischen Gruppe kamen schließlich im Frühjahr 1943 überein, eine gemeinsame Widerstandsgruppe zu bilden. Anfang Mai 1943 wurde nach einem konspirativen Treffen in Block 4 des Stammlagers die Einrichtung einer Internationalen Leitung der neuen Widerstandsgruppe beschlossen. Die Widerstandsgruppe wurde auf Vorschlag Langbeins gruppenintern als Kampfgruppe Auschwitz bezeichnet, entsprechend in polnischer Sprache Grupa Bojowa Oświęcim (GBO).

## Leitung
Der Internationalen Leitung der Kampfgruppe Auschwitz gehörten zunächst folgende Personen mit ihren schwerpunktmäßigen Funktionen an:
- Ernst Burger, (Pseudonym Adam), Politischer Leiter der Kampfgruppe Auschwitz.[4]
- Hermann Langbein (Pseudonym Wiktor), Beauftragter für die Einwirkung auf Angehörige des SS-Lagerpersonals zur Minderung von Repressionsmaßnahmen.[4]
- Józef Cyrankiewicz (Pseudonym Rot), Verbindungsmann für die Kooperation mit Widerstandsgruppen außerhalb des Lagers.[4]
- Tadeusz Hołuj (Pseudonym Robert), Verbindungsmann für die Kooperation mit Widerstandsgruppen innerhalb des Lagers.[4] Mugrauer hingegen gibt an, dass Hołuj Cyrankiewicz nur zeitweise vertreten hat und Zbigniew Raynoch ebenfalls der internationalen Leitung angehörte.[5]

Nach der Verlegung Langbeins und Hołujs in andere Konzentrationslager im August bzw. Oktober 1944 und Burgers gescheiterten Fluchtversuch Ende Oktober 1944, erhielt die Internationale Leitung der Kampfgruppe Auschwitz bis auf den verbliebenen Cyrankiewicz eine neue Besetzung, die bis Januar 1945 – dem Zeitpunkt der Evakuierung des KZ Auschwitz – konstant blieb:
- Heinrich Dürmayer, Lagerältester im Stammlager des KZ Auschwitz, übernahm die Leitung und Funktion von Hermann Langbein.[6]
- Ludwig Soswinski übernahm die Leitung und Funktion von Tadeusz Hołuj.[6]
- Bruno Baum übernahm die Leitung und Funktion von Ernst Burger.[6]

## Zusammensetzung
Dieser Widerstandsgruppe gehörten insbesondere Kommunisten, Sozialisten, Spanienkämpfer und Partisanen an, die hauptsächlich aus Österreich und Polen, aber auch aus Frankreich, Deutschland, Jugoslawien, Tschechoslowakei und der Sowjetunion stammten. Auch viele jüdische Häftlinge befanden sich darunter. Weitere bedeutende Mitglieder der Kampfgruppe Auschwitz waren neben den Angehörigen der Internationalen Leitung Alfred Klahr, Karl Lill Franz Danimann und Josef Meisel.

## Organisation
Die zweite Ebene nach der Internationalen Leitung bildete die organisatorische Leitung des Hauptaktivs, die in Sektionen für bestimmte Aufgabenbereiche wie beispielsweise Nachrichten- und Informationsbeschaffung unterteilt war. Für das Hauptaktiv wurden Häftlinge der KGA in den Außenlagern und Arbeits- und Außenkommandos im Lagerwiderstand aktiv tätig. An unterster Stelle standen die Zellen, bei denen Häftlinge ähnlicher Kommandos in Gruppen vereint wurden. Um die Gruppe vor der kompletten Aushebung zu schützen, wussten nicht alle Mitglieder der Kampfgruppe Auschwitz voneinander, beziehungsweise kannten nur ihre jeweiligen Kontaktleute.

## Tätigkeiten
Die Angehörigen der Kampfgruppe Auschwitz waren meist als Funktionshäftlinge in einflussreichen Positionen der Häftlingsselbstverwaltung tätig, wo sie insbesondere im Häftlingskrankenbau kranke und vom Tode bedrohte Mithäftlinge unterstützten. Weitere Widerstandsaktionen umfassten die Eindämmung von Misshandlungen durch Kapos, die Entfernung von kriminellen Funktionshäftlingen aus Schlüsselpositionen der Häftlingsselbstverwaltung, die Organisation von Fluchten, die Beschaffung von Lebensmitteln und Medikamenten sowie die Enttarnung von SS-Informanten unter den Mithäftlingen. Wichtige Verbindungsfrau der Kampfgruppe Auschwitz für den Informationsaustausch mit polnischen Widerstandsgruppen außerhalb des Lagers war ab 1944 die Krankenschwester Maria Stromberger. So wurden Pläne über die Bahnlinie nach Auschwitz-Birkenau sowie Berichte über die Gaskammern und Krematorien der Konzentrationslager Auschwitz mit der Forderung an die Alliierten gesandt, durch Bombardierung der Anlagen die Tötungen im Vernichtungslager zu beenden beziehungsweise auszusetzen. Die politische und propagandistische Arbeit umfasste u. a. die „Bekämpfung des Antisemitismus“ und der NS-Propaganda innerhalb des Lagers sowie die Förderung der Solidarität unter den Häftlingen.
Fernziel der Kampfgruppe Auschwitz war ein bewaffneter Lageraufstand gegen das SS-Lagerpersonal mit Unterstützung durch polnische Widerstandsgruppen, die sich außerhalb des Lagers befanden. Nachdem bereits einigen Mitgliedern der Kampfgruppe Auschwitz im Sommer 1944 die Flucht aus dem Lager gelungen war, sollte auch weiteren Angehörigen der Kampfgruppe Auschwitz die Flucht ermöglicht werden, um die geplante Befreiung des KZ Auschwitz von außerhalb zu koordinieren. Zu diesem Zweck plante Ernst Burger gemeinsam mit den polnischen Häftlingen Zbyszek Raynoch, Piotr Piaty, Bernard Swierczyna und Edward Pys der Kampfgruppe Auschwitz eine Flucht aus dem Stammlager, die am 27. Oktober 1944 durchgeführt wurde. Für den ausgefallenen Pys wurde Czescek Dusel als Ersatzmann auf die Flucht mitgenommen. Zwei SS-Männer waren bestochen worden, um die Flucht dieser Häftlinge auf einem Lastwagen in Kisten zu einem Partisanenstützpunkt außerhalb des Lagers zu gewährleisten. Die Flucht wurde jedoch durch einen der beiden SS-Männer verraten. Burger und die vier polnischen Häftlinge wurden zur Politischen Abteilung zur Vernehmung gebracht, gaben aber keine Informationen über die Kampfgruppe Auschwitz preis. Zuvor unternahmen die denunzierten Häftlinge noch den Versuch, sich zu vergiften, woran Dusel und Raynoch starben. Burger und die beiden anderen polnischen Häftlinge überlebten den Suizidversuch, da ihnen der Magen ausgepumpt wurde. Die beiden überlebenden polnischen Häftlinge und Burger sowie Rudolf Friemel und Ludwig Vesely, welche die beiden SS-Männer als Fluchthelfer gewonnen hatten, wurden am 30. Dezember 1944 auf dem Appellplatz des Stammlagers vor den angetretenen 15.000 Häftlingen gehängt.
Nach dem gescheiterten Fluchtversuch schränkte die Kampfgruppe Auschwitz ihre Aktivitäten ein und versuchte in der Endphase des Lagers wichtige Originaldokumente über die Vorgänge im Lager zu sichern, um diese der Nachwelt zu erhalten. An dem gescheiterten Aufstand des Sonderkommandos in Auschwitz-Birkenau am 7. Oktober 1944 beteiligte sich die Kampfgruppe Auschwitz nicht, da sie auf baldige Befreiung des Lagers durch die Rote Armee hoffte und keine Massenliquidation der Häftlinge riskieren wollte.

## Verhältnis zu den Nationalpolen im Lager
Diese neue Organisation der Linksgruppen hatte in der ideologischen Zielsetzung einen wichtigen Punkt, der sich mit der aktuellen Situation an der Ostfront im Einklang befand: „Die Freundschaft mit der Sowjetunion ist die Garantie für den Sieg und den Frieden“. Die Kampfgruppe Auschwitz verfügte jedoch nicht über ausreichend Einfluss unter den Häftlingen, da die polnischen Häftlinge größtenteils keine Kommunisten waren. Daher war eine Verständigung der KGA mit der Organisation Witold Pileckis, der Związek Organizacji Wojskowej (ZOW) – übersetzt Union militärischer Organisationen, unabdingbar. Beide Gruppen führten Kooperationsgespräche, die im Frühjahr 1944 einen positiven Ausgang nahmen. Danach wurde der Militärrat des Lagers gebildet. An der Spitze des Militärrates standen die Auschwitzhäftlinge Henryk Bartosiewicz und Bernard Świerczyna von Pileckis ZOW und zwei der KGA, Józef Cyrankiewicz und Hermann Langbein. Da der Plan bestand, das Lager militärisch zu übernehmen, wurde die Koordinierung dem Befehlshaber der Polnischen Heimatarmee im Kreis Śląsk (Schlesien) untergeordnet. Pilecki war im April 1943 geflohen, um die Westalliierten zum Eingreifen in Auschwitz zu bewegen, letztlich jedoch vergeblich.